# Baie de Hangzhou
La baie de Hangzhou (杭州湾, hangzhouwan) est une grande baie de la mer de Chine orientale située au sud de Shanghai et dans laquelle se jette le Qiantang. La baie de Hangzhou est bordée par la municipalité de Shanghai et la province du Zhejiang. Elle se trouve dans une zone fortement peuplée, que l'on désigne parfois comme le delta du Yangzi, en donnant à cette région une plus grande extension que celle que lui donne la géographie physique. Outre Shanghai, on trouve à proximité les villes de Hangzhou au fond de la baie et Ningbo en son sud. C'est une zone commerciale active. Dans le nord de la baie, un très grand port est en construction, le port de Yangshan. Depuis 2008, un des  plus longs ponts du monde permet de la traverser du nord au sud, ce qui réduit de 120 km la distance entre Shanghai et Ningbo.
Le mascaret de la baie est le plus important du monde et attire de nombreux touristes, particulièrement en automne. Il peut mesurer jusqu'à huit mètres de haut et avancer à une vitesse allant jusqu'à 30 km/h. 